# Enno Stahl

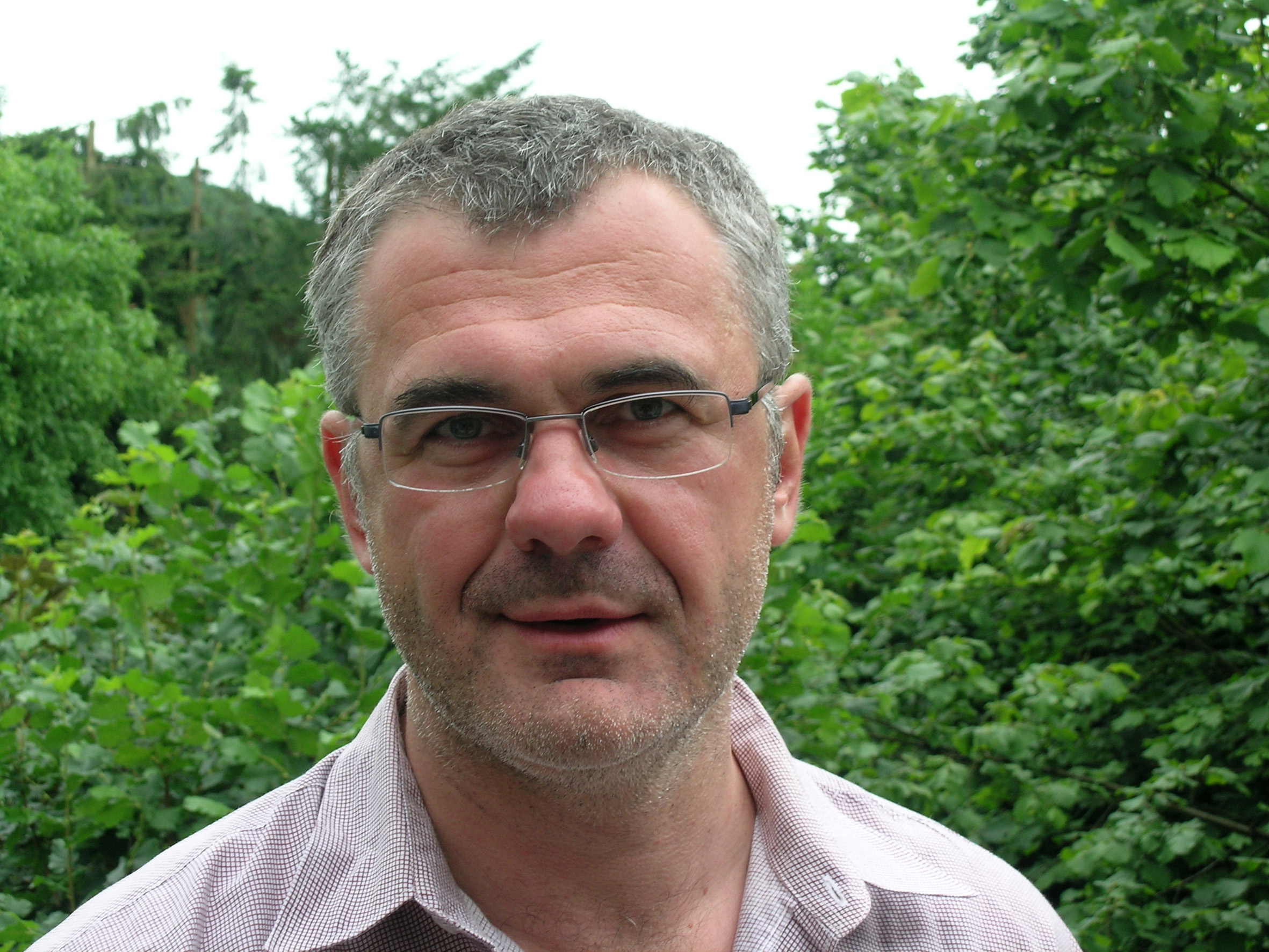
Enno Stahl (2010)

Enno Stahl (* 24. Juni 1962 in Rheinhausen) ist ein deutscher Schriftsteller, Literaturwissenschaftler, Journalist, Herausgeber literarischer Zeitschriften und Organisator literarischer Veranstaltungen.

## Leben und Werk
Stahl wuchs auf in Moers am Niederrhein. Nach dem Abitur studierte er Germanistik, Philosophie und Italienisch in Aachen, Köln, Florenz und Siegen und wurde 1997 zum Dr. phil. promoviert.
Seit Mitte der 1980er Jahre veröffentlicht er Prosa, Lyrik, Essays, Glossen und Kritiken in Zeitungen, Rundfunk- und Fernsehsendern sowie in Zeitschriften und Anthologien.
Stahl war Mitherausgeber der Literaturzeitschrift ZeilenSprung (1985–1991), aus der 1988 der KRASH Verlag hervorging (seit 2004: KRASH Neue Edition). Er organisierte diverse Performance-Shows und Live-Literatur-Reihen und war Mitglied der Kunstpiraten (1990–1994), der Rheinischen Fundamentalisten (1995–1999) sowie Mitbegründer der Autorenvereinigung Rheinische Brigade. Von 2005 bis 2011 war er Mitorganisator der Lesebühne am Brüsseler Platz, 2011 bis 2014 leitete er u. a. mit Swantje Lichtenstein und Jens Prüss den Literaturclub Düsseldorf (LCD). Seit 2017 ist Stahl Mitglied im PEN-Zentrum Deutschland.
Regelmäßig nimmt er auch in Tagesmedien Stellung, so in der Jungen Welt und in der taz.
Stahl nahm an zahlreichen internationalen Literatur- und Performance-Festivals teil, wo er aus englischen oder italienischen Übersetzungen seiner Prosa und Lyrik las bzw. seine Version der LAUT!Dichtung präsentierte.
Enno Stahl wohnte von 1983 bis 2008 in Köln, seitdem in Neuss. Er arbeitet am Heinrich-Heine-Institut Düsseldorf, für das er u. a. zwei wissenschaftliche Internetportale – Literarische Nachlässe in rheinischen Archiven und das E-Zine Literatur-Archiv-NRW.de – redaktionell betreut. Er war Kurator der Ausstellungen Popliteraturgeschichte(n) 1965–2007: Texte, Schriften, Bilder, LAUT!Dichtung (2007), Kein schöner Ding ist auf der Welt / Als seine Feinde zu beißen. Rheinische Literatur in Vormärz und Revolution 1840–1850 (2008) und Literarisches Leben in Düsseldorf seit 1970 (2009).
Seit 2000 veröffentlicht Stahl Romane, etwa „Diese Seelen“ (2008) und „Winkler, Werber“ (2012), die sich vorrangig mit sozialen Fragestellungen befassen und die Aporien der gesellschaftlichen Gegenwart kritisch nachzuzeichnen versuchen. Stahl hat für seine Produktionsästhetik den Begriff des „analytischen Romans“ geprägt.
Zwischen 2006 und 2015 hatte Stahl Lehraufträge an der Heinrich-Heine-Universität Düsseldorf für Neue deutsche Literatur und an der FH Düsseldorf im Fachbereich Kultur- und Sozialwesen. 2019 veröffentlichte er eine Studie zur „Sprache der Neuen Rechten“.

## Veröffentlichungen

### Literarische Werke
- Trash Me!, Trash Stories, KRASH, Köln 1992, ISBN 3-927452-31-9.
- Stete Geburten, Novelle, Das Fröhliches Wohnzimmer, Wien 1994, ISBN 3-900956-25-1.
- German Trash. Galrev, Berlin 1996, ISBN 3-910161-74-X. (Herausgeber).
- PEEWEE ROCKS, Roman, KRASH, Köln 1997, ISBN 3-927452-94-7.
- (& noch) eine sizilianische Reise, Novelle, Ritter, Klagenfurt/Wien 2000, ISBN 3-85415-271-X.
- (kan)arische enklavn, Gedichte, parasitenpresse, Köln 2002.
- Idioten, Erzählung, SuKuLTuR, Reihe Schöner Lesen Nr. 20, Berlin 2003, ISBN 3-937737-20-0.
- 2PAC AMARU HECTOR, Roman, Schwartzkopff Buchwerke, Verbrecher Verlag, Berlin 2004, ISBN 3-937738-06-1.
- Literatur in Zeiten der Umverteilung, Essay, SuKuLTuR, Berlin 2005, ISBN 3-937737-49-9.
- Der sozial-realistische Roman, Essay, SuKuLTuR, Berlin 2006, ISBN 3-937737-54-5.
- Diese Seelen, Roman, Verbrecher Verlag Berlin 2008, ISBN 978-3-940426-12-3.
- Heimat & Weltall, zwei Prosazyklen, Ritter, Klagenfurt/Wien 2009, ISBN 978-3-85415-440-2.
- Winkler, Werber, Roman, Verbrecher Verlag, Berlin 2012, ISBN 978-3-943167-09-2.
- Diskurspogo – Über Literatur und Gesellschaft, Essays, Verbrecher Verlag, Berlin 2013, ISBN 978-3-943167-22-1.
- Duo Kreationen. Thomas Kling & Frank Köllges, gemeinsam mit anderen. Edition Virgines, Düsseldorf 2016, ISBN 978-3-944011-60-8.
- Spätkirmes. Roman, Verbrecher Verlag, Berlin 2017, ISBN 978-3-95732-235-7.
- Sanierungsgebiete. Roman, Verbrecher Verlag, Berlin 2019, ISBN 978-3-95732-405-4.
- Diskursdisko. Über Literatur und Gesellschaft, Verbrecher Verlag, Berlin 2020, ISBN 978-3-95732-429-0.

### Wissenschaftliche Publikationen
- Anti-Kunst und Abstraktion in der literarischen Moderne (1909–1933): Vom italienischen Futurismus bis zum französischen Surrealismus (Forschungen zur Literatur- und Kulturgeschichte). Peter Lang, Frankfurt am Main 1997, ISBN 3-631-32633-5.
- (Bearb.), Gertrud Wegener (Mitarb.), Heribert A. Hilgers (Mitarb.): Kölner Autorenlexikon 1750–2000. Band 1, Emons, Köln 2000, ISBN 3-89705-192-3.
- (Bearb.), Uta Biedermann (Mitarb.), Heribert A. Hilgers (Mitarb.): Kölner Autorenlexikon 1750–2000. Band 2, Emons, Köln 2002, ISBN 3-89705-193-1.
- (Bearb), Literarische Nachlässe in rheinischen Archiven. Heinrich-Heine-Institut, Düsseldorf 2006, ISBN 3-936698-03-1.
- Karl Otten Lesebuch. Zusammengestellt und mit einem Nachwort versehen von Enno Stahl. Nyland-Stiftung, Köln 2007 (= Nylands kleine rheinische Bibliothek, Bd. 1), ISBN 978-3-936235-17-3.
- Popliteraturgeschichte(n). Mit Beiträgen von Hansjürgen Bulkowski, Peter Glaser, Pamela Granderath und Stan Lafleur. Gestaltet von Marco Lietz. Heinrich-Heine-Institut, Düsseldorf 2007, ISBN 978-3-936698-05-3.
- Gertrud Wegener: Literarisches Leben in Köln 1840–1850. Historisches Archiv der Stadt Köln, Köln 2008, ISBN 978-3-928907-19-4. (Bearb. / Hrsg.)
- (Bearb.), Literarisches Leben am Rhein. Quellen zur literarischen Infrastruktur 1830–1945, Band 1: Staatliche Archive. Heinrich-Heine-Institut, Düsseldorf 2008, ISBN 978-3-936698-06-0.
- (Bearb.), Literarisches Leben am Rhein. Quellen zur literarischen Infrastruktur 1830–1945, Band 2: Kreis-, Kommunal- und Kirchenarchive sowie sonstige Institutionen. Heinrich-Heine-Institut, Düsseldorf 2008, ISBN 978-3-936698-07-7 (m. C. Ilbrig).
- (Bearb.), Literarisches Leben am Rhein. Quellen zur literarischen Infrastruktur 1830–1945, Band 3: Kommentar und Register. Heinrich-Heine-Institut, Düsseldorf 2008, (m. C. Ilbrig, Register: K. Adamek, W. Delseit, R. Drost).
- (Hrsg.): Kulturelle Überlieferung. Bürgertum, Literatur und Vereinswesen im Rheinland 1830–1945. Grupello Verlag, Düsseldorf 2008, ISBN 978-3-89978-092-5 (m. C. Ilbrig u. B. Kortländer).
- (Hrsg.): Pop in R(h)einkultur. Oberflächenästhetik und Alltagskultur in der Region. Klartext Verlag, Essen 2008, ISBN 978-3-8375-0005-9. (m. D. Matejovski und M. Kleiner).
- (Hrsg.) mit Ingar Solty: Richtige Literatur im Falschen? Schriftsteller – Kapitalismus – Kritik. Verbrecher Verlag, Berlin 2016, ISBN 978-3-95732-163-3.
- Die Sprache der Neuen Rechten. Populistische Rhetorik und Strategien, Kröner, Stuttgart 2019, ISBN 978-3-520-72101-3.
- (Hrsg.) mit Klaus Kock, Hanneliese Palm, Ingar Solty: Literatur in der neuen Klassengesellschaft. Fink, Paderborn 2020, ISBN 978-3-8467-6528-9.
- (Hrsg.) mit Ingar Solty: Literatur im politischen Kampf. Schriftstellerinnen und Schriftsteller in Revolution und Reaktion. Verbrecher Verlag, Berlin 2021, ISBN 978-3-95732-502-0.
- Realismus und Engagement. Literatur als Gesellschaftsanalyse und soziale Utopie, Papyrossa, Köln 2022, ISBN 978-3-89438-776-1.
- als Mitherausgeber: Ästhetik nach Adorno. Positionen zur Gegenwartskunst, Verbrecher Verlag, Berlin 2022, ISBN 978-3-95732-524-2.
- (Hrsg.) mit Leonhard F. Seidl: Literatur und ökologische Praxis, Verbrecher Verlag, Berlin 2023, ISBN 978-3-95732-572-3.

## Auszeichnungen
- 1994: Arbeitsstipendium des Landes NRW[4]
- 1995 und 1996: Werkverträge mit dem Berliner Senat für Künstlerförderung
- 2002: Sieger in der Sparte „Experiment“ bei der Literaturbörse des Steirischen Herbstes
- 2003: Endauswahl beim Essay-Wettbewerb der Heine-Gesellschaft
- 2004: Preis der Schwartzkopff Buchwerke
- 2008: Hörspielstipendium der Filmstiftung NRW
- 2012: Endauswahl des „Stück-auf“-Autorenpreises des Schauspiels Essen (zusammen mit Stefan Filipiak)
- 2013: Arbeitsstipendium der Kunststiftung NRW
- 2014: Arbeitsstipendium des Landes NRW
- 2015: Das Hungertuch (Künstlerpreis)
- 2018: Stipendium der Stiftung Literatur